# Skyland Resort
Le Skyland Resort est un complexe hôtelier américain dans le comté de Page, en Virginie. Ce lodge situé au sein du parc national de Shenandoah est géré par Delaware North. Développé à compter de la fin du XIXe siècle, il comprend de nombreux bâtiments annexes, certains remarquables, parmi lesquels le Massanutten Lodge.